# Кохановка (Хмельницкая область)
Кохановка (укр. Коханівка) — село в Шепетовском районе Хмельницкой области Украины.
Население по переписи 2001 года составляло 476 человек. Почтовый индекс — 30521. Телефонный код — 3843. Занимает площадь 1,678 км². Код КОАТУУ — 6823682002.

## Местная власть
30501, Хмельницкая обл., Шепетовский р-н, г. Полонное, ул. Леси Украинки, 114